# Gran Premio de Yugoslavia de Motociclismo de 1990
El Gran Premio de Yugoslavia de Motociclismo de 1990 fue la séptima prueba de la temporada 1990 del Campeonato Mundial de Motociclismo. El Gran Premio se disputó el 17 de junio de 1990 en el Automotodrom Grobnik.

## Resultados 500cc
En una carrera en la que el número ya reducido de pilotos, se redujo aún más debido a numerosos caídas. Se impuso el estadounidense Wayne Rainey que también se pone a liderar la clasificación provisional, precediendo a su compatriota Kevin Schwantz y al británico Niall Mackenzie. Solo llegaron a meta 9 pilotos, por lo que no se han otorgado todos los puntos disponibles para la clasificación del campeonato.
| Pos.     | Piloto               | Equipo                | Moto   | Tiempo    | Pts. |
| -------- | -------------------- | --------------------- | ------ | --------- | ---- |
| 1        | Wayne Rainey         | Marlboro Team Roberts | Yamaha | 48:10.806 | 20   |
| 2        | Kevin Schwantz       | Lucky Strike Suzuki   | Suzuki | +10.074   | 17   |
| 3        | Niall Mackenzie      | Lucky Strike Suzuki   | Suzuki | +33.685   | 15   |
| 4        | Mick Doohan          | Rothmans Honda Team   | Honda  | +43.530   | 13   |
| 5        | Jean-Philippe Ruggia | Sonauto Gauloises     | Yamaha | +1:11.447 | 11   |
| 6        | Marco Papa           | Team ROC Elf La Cinq  | Honda  | +1 Vuelta | 10   |
| 7        | Cees Doorakkers      | HRK Motors            | Honda  | +1 Vuelta | 9    |
| 8        | Karl Truchsess       |                       | Honda  | +1 Vuelta | 8    |
| 9        | Nicholas Schmassman  | Team Schmassman       | Honda  | +1 Vuelta | 7    |
| Ret      | Vittorio Scatola     | Team Elit             | Paton  | Ret       |      |
| Ret      | Sito Pons            | Campsa Banesto        | Honda  | Ret       |      |
| Ret      | Ron Haslam           | Cagiva Corse          | Cagiva | Ret       |      |
| Ret      | Randy Mamola         | Cagiva Corse          | Cagiva | Ret       |      |
| Ret      | Juan Garriga         | Ducados Yamaha        | Yamaha | Ret       |      |
| Ret      | Pierfrancesco Chili  | Team ROC Elf La Cinq  | Honda  | Ret       |      |
| Ret      | Alex Barros          | Cagiva Corse          | Cagiva | Ret       |      |
| DNQ      | Christian Sarron     |                       | Yamaha | DNQ       |      |
| Sources: |                      |                       |        |           |      |

## Resultados 250cc
El cuarto de litro se caracterizó por numerosas caídas, la más grave de las cuales involucró al piloto alemán Reinhold Roth de la que en principio se temió por su vida y que acabó con el piloto postrado en una silla de ruedas afectado de tetraplejia de por vida. El alemán se estrelló con el doblado Darren Milner. Debido al inicio de la lluvia, la carrera se interrumpió antes del final del reglamento y la clasificación en la 23ª vuelta se consideró válida. El español Carlos Cardús fue el ganador del estadounidense John Kocinski y el alemán Martin Wimmer. Curiosamente, con el método aplicado, el piloto más perjudicado por las caídas alcanzó el sexto lugar. La clasificación general pone a Kocinski por delante del italiano Luca Cadalora y de Cardus.
| Pos. | Piloto             | Moto     | Tiempo    | Pts. |
| ---- | ------------------ | -------- | --------- | ---- |
| 1    | Carlos Cardús      | Honda    | 35.46.457 | 20   |
| 2    | John Kocinski      | Yamaha   | 35.46.518 | 17   |
| 3    | Martin Wimmer      | Aprilia  | 35.46.688 | 15   |
| 4    | Luca Cadalora      | Yamaha   | 35.46.750 | 13   |
| 5    | Helmut Bradl       | Honda    | 35.46.933 | 11   |
| 6    | Reinhold Roth      | Honda    | 35.47.068 | 10   |
| 7    | Àlex Crivillé      | Yamaha   | 35.47.551 | 9    |
| 8    | Jacques Cornu      | Honda    | 35.58.715 | 8    |
| 9    | Carlos Lavado      | Aprilia  | 36.10.595 | 7    |
| 10   | Jochen Schmid      | Honda    | 36.11.235 | 6    |
| 11   | Andreas Preining   | Honda    | 36.11.236 | 5    |
| 12   | Masahiro Shimizu   | Honda    | 36.11.415 | 4    |
| 13   | Corrado Catalano   | Aprilia  | 36.39.148 | 3    |
| 14   | Marcellino Lucchi  | Aprilia  | 36.39.289 | 2    |
| 15   | Bernd Kassner      | Yamaha   | 36.39.620 | 1    |
| 16   | Adrien Morillas    | Aprilia  | 36.40.883 |      |
| 17   | Alain Bronec       | Aprilia  | 36.41.053 |      |
| 18   | Erich Neumair      | Yamaha   | 36.41.194 |      |
| 19   | Paolo Casoli       | Yamaha   | 36.47.517 |      |
| 20   | Bernard Haenggeli  | Aprilia  | 36.56.467 |      |
| 21   | Hans Becker        | Yamaha   | 37.05.308 |      |
| 22   | Urs Jücker         | Yamaha   | 37.05.940 |      |
| 23   | Jean Foray         | Yamaha   | 37.06.638 |      |
| Ret  | Harald Eckl        | Aprilia  | Ret       |      |
| Ret  | Andrea Borgonovo   | Aprilia  | Ret       |      |
| Ret  | Loris Reggiani     | Aprilia  | Ret       |      |
| Ret  | Darren Milner      | Aprilia  | Ret       |      |
| Ret  | Rachel Nicotte     | Yamaha   | Ret       |      |
| Ret  | José Barresi       | Yamaha   | Ret       |      |
| Ret  | Renzo Colleoni     | Aprilia  | Ret       |      |
| Ret  | Alberto Rota       | Aprilia  | Ret       |      |
| Ret  | Kevin Mitchell     | Yamaha   | Ret       |      |
| Ret  | Didier de Radiguès | Aprilia  | Ret       |      |
| Ret  | Fausto Ricci       | Aprilia  | Ret       |      |
| Ret  | Alberto Puig       | Yamaha   | Ret       |      |
| DNS  | Dominique Sarron   | Honda    | Ret       |      |
| DNQ  | Jorge Martínez     | JJ Cobas | DNQ       |      |

## Resultados 125cc
A causa de un accidente múltiple que involucró a una decena de pilotos, la carrera fue interrumpida y reanudada poco tiempo después. La victoria fue para el alemán Stefan Prein que se impuso en un grupo de nueve pilotos. Los italianos Loris Capirossi y Bruno Casanova acabaron segundo y tercero respectivamente. La clasificación provisional deja a Capirossi con tres puntos de ventaja sobre Prein.
| Pos. | Piloto               | Moto      | Tiempo    | Pts. |
| ---- | -------------------- | --------- | --------- | ---- |
| 1    | Stefan Prein         | Honda     | 31.36.931 | 20   |
| 2    | Loris Capirossi      | Honda     | 31.36.961 | 17   |
| 3    | Bruno Casanova       | Honda     | 31.37.049 | 15   |
| 4    | Ralf Waldmann        | Rotax     | 31.37.204 | 13   |
| 5    | Doriano Romboni      | Honda     | 31.37.392 | 11   |
| 6    | Fausto Gresini       | Honda     | 31.37.503 | 10   |
| 7    | Adi Stadler          | JJ Cobas  | 31.37.680 | 9    |
| 8    | Maurizio Vitali      | Gazzaniga | 31.37.783 | 8    |
| 9    | Alessandro Gramigni  | Aprilia   | 31.37.823 | 7    |
| 10   | Robin Milton         | Honda     | 31.39.682 | 6    |
| 11   | Heinz Lüthi          | Honda     | 31.40.309 | 5    |
| 12   | Hans Spaan           | Honda     | 31.47.140 | 4    |
| 13   | Dirk Raudies         | Honda     | 31.52.932 | 3    |
| 14   | Johnny Wickström     | JJ Cobas  | 31.59.864 | 2    |
| 15   | Robin Appleyard      | Honda     | 32.08.658 | 1    |
| 16   | Stefan Kurfiss       | Honda     | 32.13.575 |      |
| 17   | Manuel Hernández     | Honda     | 32.14.421 |      |
| 18   | Hans Koopman         | Honda     | 32.17.455 |      |
| 19   | Peter Galvin         | Honda     | 32.17.959 |      |
| 20   | Zdravko Matulja      | Honda     | 32.18.559 |      |
| 21   | Jos van Dongen       | Honda     | 32.24.348 |      |
| Ret  | Mike Leitner         | Honda     | Ret       |      |
| Ret  | Manuel Herreros      | JJ Cobas  | Ret       |      |
| Ret  | Gabriele Debbia      | Aprilia   | Ret       |      |
| Ret  | Steve Patrickson     | Honda     | Ret       |      |
| Ret  | Julián Miralles      | JJ Cobas  | Ret       |      |
| Ret  | Hubert Abold         | Rotax     | Ret       |      |
| Ret  | Allan Scott          | Honda     | Ret       |      |
| Ret  | Thierry Feuz         | Honda     | Ret       |      |
| Ret  | Alfred Waibel        | Honda     | Ret       |      |
| Ret  | Jorge Martínez Aspar | JJ Cobas  | Ret       |      |
| DNS  | Peter Öttl           | Rotax     | DNS       |      |
| DNS  | Stefan Dörflinger    | Aprilia   | DNS       |      |
| DNS  | Emilio Cuppini       | Honda     | DNS       |      |
| DNS  | Hisashi Unemoto      | Honda     | DNS       |      |
| DNS  | Bady Hassaine        | Honda     | DNS       |      |
| DNQ  | Jaime Mariano        | Casal     | DNQ       |      |
| DNQ  | Stuart Edwards       | Honda     | DNQ       |      |
| DNQ  | Janez Pintar         | Honda     | DNQ       |      |
| DNQ  | Herri Torrontegui    | Honda     | DNQ       |      |
| DNQ  | Flemming Kistrup     | Honda     | DNQ       |      |
| DNQ  | Hervé Duffard        | Honda     | DNQ       |      |
| DNQ  | José Saez            | Honda     | DNQ       |      |
| DNQ  | Stefan Brägger       | Aprilia   | DNQ       |      |
| DNQ  | Antonio Sánchez      | JJ Cobas  | DNQ       |      |
| DNQ  | Jean-Claude Selini   | Honda     | DNQ       |      |
| DNQ  | Taru Rinne           | Honda     | DNQ       |      |
| DNQ  | Gabriele Gnani       | Gnani     | DNQ       |      |
| DNQ  | Javier Arumi         | Honda     | DNQ       |      |
| DNQ  | Joaquin Galí         | Honda     | DNQ       |      |